# Hatala Csenge
Hatala Csenge (Balassagyarmat, 1990. június 18.) dokumentumkötetek szerzője, dokumentumfilmek és igaz történeteken alapuló játékfilmek kutató-szerkesztője; tévés, rádiós és újságírói múlttal rendelkező kommunikációs szakértő.

## Pályája
A balassagyarmati Szabó Lőrinc Általános Iskolában és a szintén helyi Balassi Bálint Gimnáziumban teljesítette általános és középiskolai tanulmányait, ahol irodalom fakultációra járt és az iskolaújság mellett a megyei lapban is publikált. 
Alapszakos tanulmányait az Eötvös Loránd Tudományegyetem amerikanisztika szakán végezte. Itt saját rádióműsort vezetett és itt került közelebb az igaz történeteken alapuló könyvekhez is, amikor egyik tanára javaslatára elolvasta Jon Krakauer: Into the Wild című regényét. A téma olyannyira magával ragadta, hogy ebből a történetből írta alapszakos szakdolgozatát is, bevonva a főhős Chris McCandless családját és barátait.
Mesterszakos tanulmányait a Budapesti Metropolitan Egyetem kommunikáció és médiatudomány szakán végezte, szintén angol nyelven. 
Tanulmányait követően a balassagyarmati médiában helyezkedett el, ahol szerkesztő-riporterként és műsorvezetőként is dolgozott.  
2015-ben jelent meg első könyve Hírzárlat - A balassagyarmati túszdráma címmel, a városban 1973-ban ténylegesen megtörtént túszejtésről; az eseményekről először és sokan kizárólag ebben a kötetben szólaltak meg a dráma résztvevői. A kötet fogadtatása olyan kedvezőnek bizonyult, hogy 2024-ben újra kiadásra került, immár kemény borítású könyvként. Ebből a tényregényéből a közreműködésével Bécsben kamaraopera is készült.
2017-ben Requiem címmel jelent meg második könyve, ami egy nyomozási napló, és a Karthago együttes egyik ismert dalának a hátterét kutatja. 
2018-ban Lévai Balázs hívására kapcsolódott be először filmes projektekbe. Attól kezdve dokumentumfilmek vagy igaz történeten alapuló játékfilmek kutató-szerkesztőjeként is számon tartják. Többek között A Király és a Katinka című produkciókon is dolgozott.
Még ebben az évben munkásságának elismeréseként Balassagyarmat városa Fiatal Példakép Díjban részesítette.
Filmes munkái mellett különféle forgatókönyvírói tanfolyamokon vett részt, többek között Robert McKee „Story” szemináriumán.
2021-ben felkérték a Spangár-díjat odaítélő bizottság tagjának.  
2022-ben a Tinta Folyóirat publikálta néhány versét, amelyek témája a reménytelen szerelem volt. A verseket tartalmazó Finálé című kötet 2024-ben jelent meg. 
2023-ban dokumentumkötetei után megjelent első önéletrajzi ihletésű könyve Úton - Chicagótól New Yorkig és vissza... címmel. Ebből az amerikai útinaplóból többek között az is kiderül, hogy az alkotója művészek között nőtt fel, tiszteletbeli családtagjának tartotta Orbán Józsit, a 100 Folk Celsius együttes egykori frontemberét, aki arra tanította az írót, hogy művészként mindig őrizze meg a gyermeki énjét.

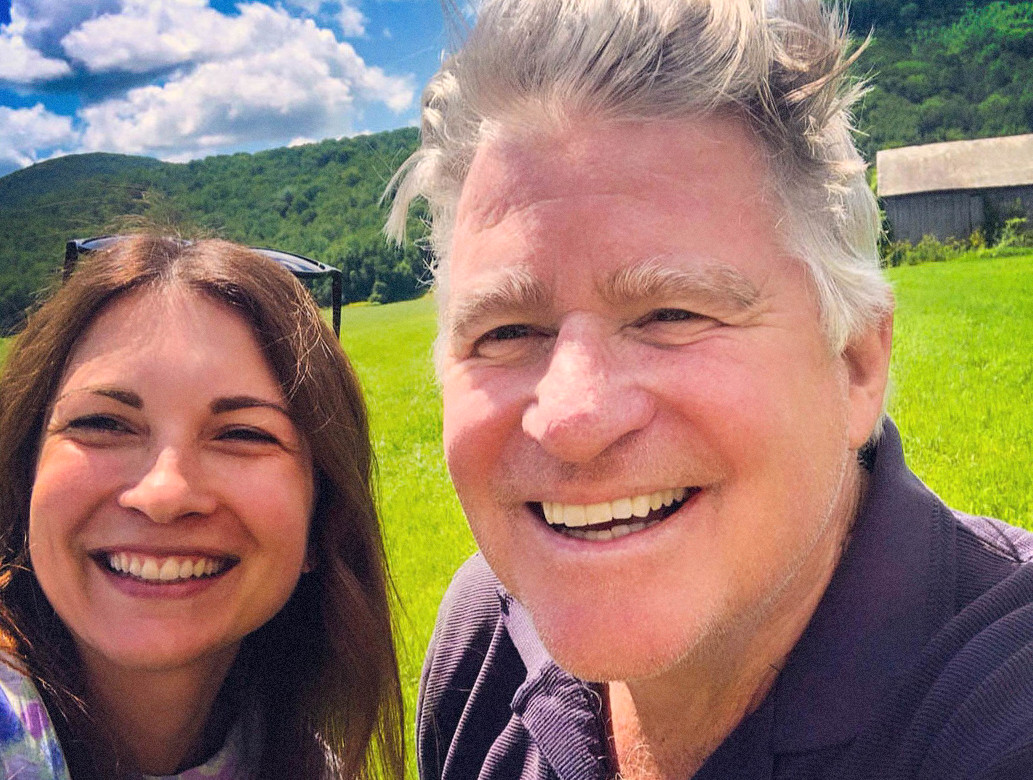
Hatala Csenge és Treat Williams 2022-ben, Vermontban, USA

„Találékonyságban nehéz lekörözni a többkötetes szerzőt, Hatala Csengét. Korábban idéztük már Hírzárlat című kötetét, melyben az 1973-as balassagyarmati túszdrámának ment utána. Nemcsak egyedüliként elérve, hogy az egykori túszok nyilatkozzanak neki, de a kutakodás során még az egyik elkövető, Pintye András hamvaihoz is hozzájutott. (A hozzátartozók korábban nem hosszabbították meg a sírhelyet, így az urnát kiadták az írónak.) Később Hatala Csenge volt az is, aki A Király című Jimmy-sorozat forgatókönyvéhez szükséges háttérinterjúkat készítette. Olyan bizalmas információkat megismerve, amelyeket mással talán nem osztottak volna meg. Mindezek után talán kevéssé meglepő, hogy a szerző – nem sokkal a színész halála előtt – személyes barátságot tudott kötni Treat Williamsszel is.”

– Magyar Hang 

## Művei
- Hírzárlat – A balassagyarmati túszdráma (2015, 2024)
- Requiem – Volt egy fiú...de ki volt ő? (2017)
- Úton – Chicagótól New Yorkig és vissza… (2023)
- Finálé (verseskötet) (2024)

## Filmjei
- Pécsi szál (2018) - produkciós koordinátor
- Ember a tűzből (2018) - statiszta
- Katinka (2022) - kutató-szerkesztő
- A Király (2022) - kutató-szerkesztő
- A nemzet aranyai (2023) - produkciós asszisztens

## Díjai
- Fiatal Példakép Díj (2018)